# Vindrarp
Vindrarp este o arie protejată (arie specială de conservare — SAC, sit de importanță comunitară — SCI) din Suedia întinsă pe o suprafață de 65,8 ha, integral pe uscat.

## Localizare
Centrul sitului Vindrarp este situat la coordonatele 56°23′45″N 13°02′55″E / 56.3958°N 13.0486°E.

## Înființare
Situl Vindrarp a fost declarat sit de importanță comunitară în mai 2006 pentru a proteja un număr necunoscut de specii din flora spontană și fauna sălbatică aflate în arealul zonei. Situl a fost protejat și ca arie specială de conservare în ianuarie 2014.

## Biodiversitate
Situată în ecoregiunea continentală, aria protejată conține 6 habitate naturale: Păduri de fag Luzulo-Fagetum, Păduri caducifoliate bătrâne naturale hemiboreale fino-scandinave (Quercus, Tilia, Acer, Fraxinus sau Ulmus) bogate în specii epifite, Păduri aluvionare cu Alnus glutinosa și Fraxinus excelsior (Alno-Padion, Alnion incanae, Salicion albae), Păduri de fag Asperulo-Fagetum, Păduri caducifoliate de mlaștină fino-scandinave, Pășuni din zone de pădure fino-scandinave.
La baza desemnării sitului se află un număr nedeclarat de specii protejate.